# Plagiostropha costata
Plagiostropha costata é uma espécie de gastrópode do gênero Plagiostropha, pertencente a família Drilliidae.